# لويس روميرو
لويس روميرو (بالإسبانية: Luis Alberto Romero)‏ (15 يونيو 1968 في الأوروغواي - ) هو لاعب كرة قدم أوروغواني في مركز الهجوم. لعب مع أليانزا ليما وبنيارول وريفر بليت وشاندونغ لونينغ ونادي كالياري وناسيونال مونتيفيديو وسنترال إسبانيول وCerro Largo F.C. ‏ وBasáñez ‏.

## وصلات خارجية
- لويس روميرو على موقع قاعدة بيانات كرة القدم.إي يو (الإنجليزية)
- لويس روميرو على موقع ناشيونال فوتبول تيمز (الإنجليزية)